# John M. Jumper
John Michael Jumper é um cientista e investigador estadunidense da DeepMind Technologies. Foi distinguido com o Nobel de Química de 2024. Jumper e seus colegas criaram a AlphaFold, um modelo de inteligência artificial para prever estruturas proteicas a partir de sua sequência de aminoácidos com alta precisão.
John Jumper foi laureado com o Prêmio Nobel de Química de 2024, juntamente com Demis Hassabis, "pela previsão da estrutura de proteínas".
Jumper afirmou que a equipe AlphaFold planeja liberar 100 milhões de estruturas de proteínas. A revista científica Nature incluiu Jumper como uma das dez "pessoas importantes" na ciência em sua lista anual em 2021.

## Carreira
A pesquisa de Jumper investiga algoritmos para a previsão de estrutura de proteínas.

### AlphaFold
AlphaFold é um algoritmo de aprendizado profundo desenvolvido por Jumper e sua equipe na DeepMind, um laboratório de pesquisa adquirido pela empresa-mãe do Google, Alphabet Inc. É um programa de inteligência artificial que realiza previsões da estrutura de proteínas.

### Prêmios e honrarias

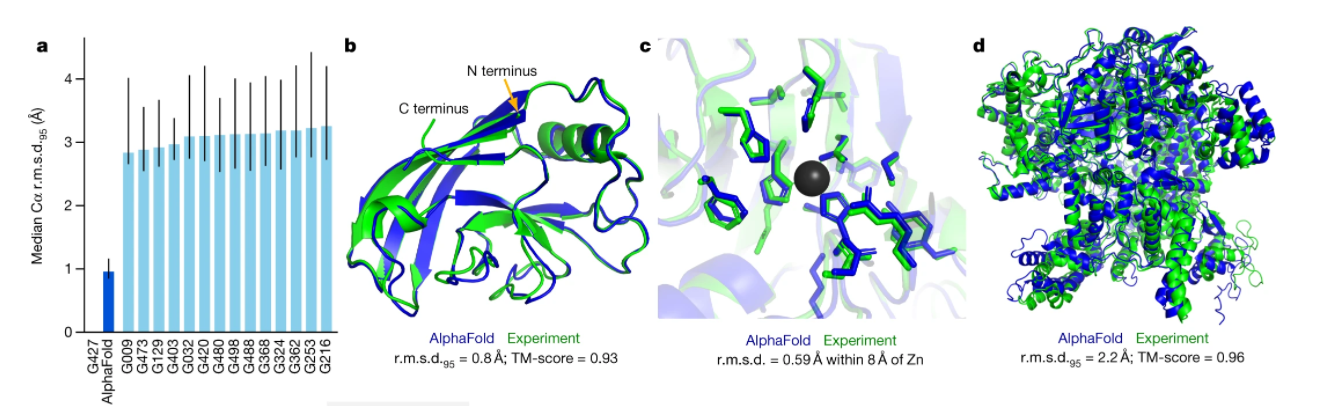
Esta imagem representa o produto final do AlphaFold e compara seus resultados com outros concorrentes na competição CASP.

Em novembro de 2020, AlphaFold foi nomeado o vencedor da 14ª edição da Critical Assessment of Structure Prediction (CASP). Essa competição internacional avalia algoritmos para determinar qual pode prever melhor a estrutura 3D das proteínas. O AlphaFold venceu a competição, superando outros algoritmos ao obter pontuações acima de 90 para cerca de dois terços das proteínas no global distance test  (GDT) do CASP, um teste que mede o grau de semelhança entre a estrutura prevista por um programa computacional e a estrutura determinada por experimentos laboratoriais, sendo 100 uma correspondência completa, dentro do limite de distância usado para calcular o GDT.
Em 2021, Jumper recebeu o Prêmio Fundação BBVA Fronteiras do Conhecimento na categoria "Biologia e Biomedicina". Em 2022, Jumper recebeu o Prêmio Wiley em Ciências Biomédicas e, em 2023, o Prêmio Breakthrough em Ciências da Vida por desenvolver o AlphaFold, que prevê com precisão a estrutura de uma proteína. Em 2023, ele recebeu o Prêmio Internacional Gairdner do Canadá e o Prêmio Albert Lasker de Pesquisa Médica Básica.

Em 2024, Jumper e Demis Hassabis dividiram metade do Prêmio Nobel de Química por suas previsões de dobramento de proteínas, enquanto a outra metade foi para David Baker pelo design de proteínas.